# Rundbogen

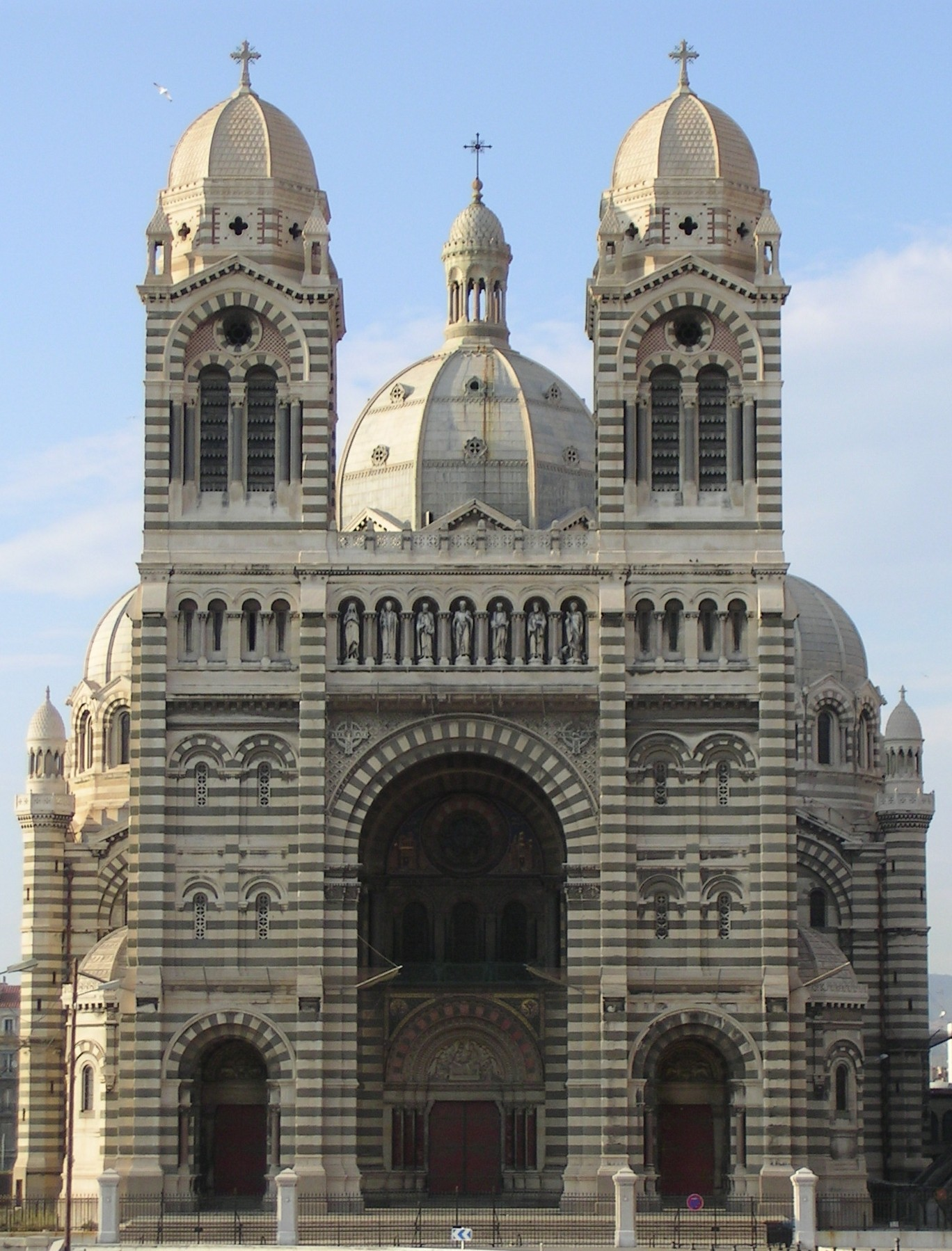
Cathédrale Sainte-Marie-Majeure i Marseille, ritad av Léon Vaudoyer

Rundbogen, eller rundbågestil, är en arkitekturstil från 1800-talet. Stilen har fått sitt namn efter ordet på tyska för rundbåge.
Samtidigt med nyrenässansen växte det i Europa under 1830-talet upp ett intresse för medeltiden och dess arkitektur, särskilt för gotiken. Detta intresse gav upphov till en stil som ofta sammanblandats med nyrenässansen, nämligen den stil som i Tyskland kom att kallas Rundbogen. Förebilder i denna var fornkristen, bysantinsk eller romansk arkitektur. Den tillämpades ofta vid kyrkobyggen, medan nyrenässansen användes för mer profan bebyggelse, som teatrar och museer.
I pampfletten In welchem Stil sollen wir bauen? från 1828 propagerade den tyske arkitekten Heinrich Hübsch för Rundbogen. I München härskade fursten Ludwig I, som med sitt stora byggiver gav spelrum för den nya stilen att slå igenom. De två arkitekterna Leo von Klenze och Friedrich von Gärtner anlitades flitigt av fursten och båda använde sig av den florentinska ungrenässansen som förebild. I Frankrike hade stilen en ledande företrädare i Léon Vaudoyer.

## Bildgalleri

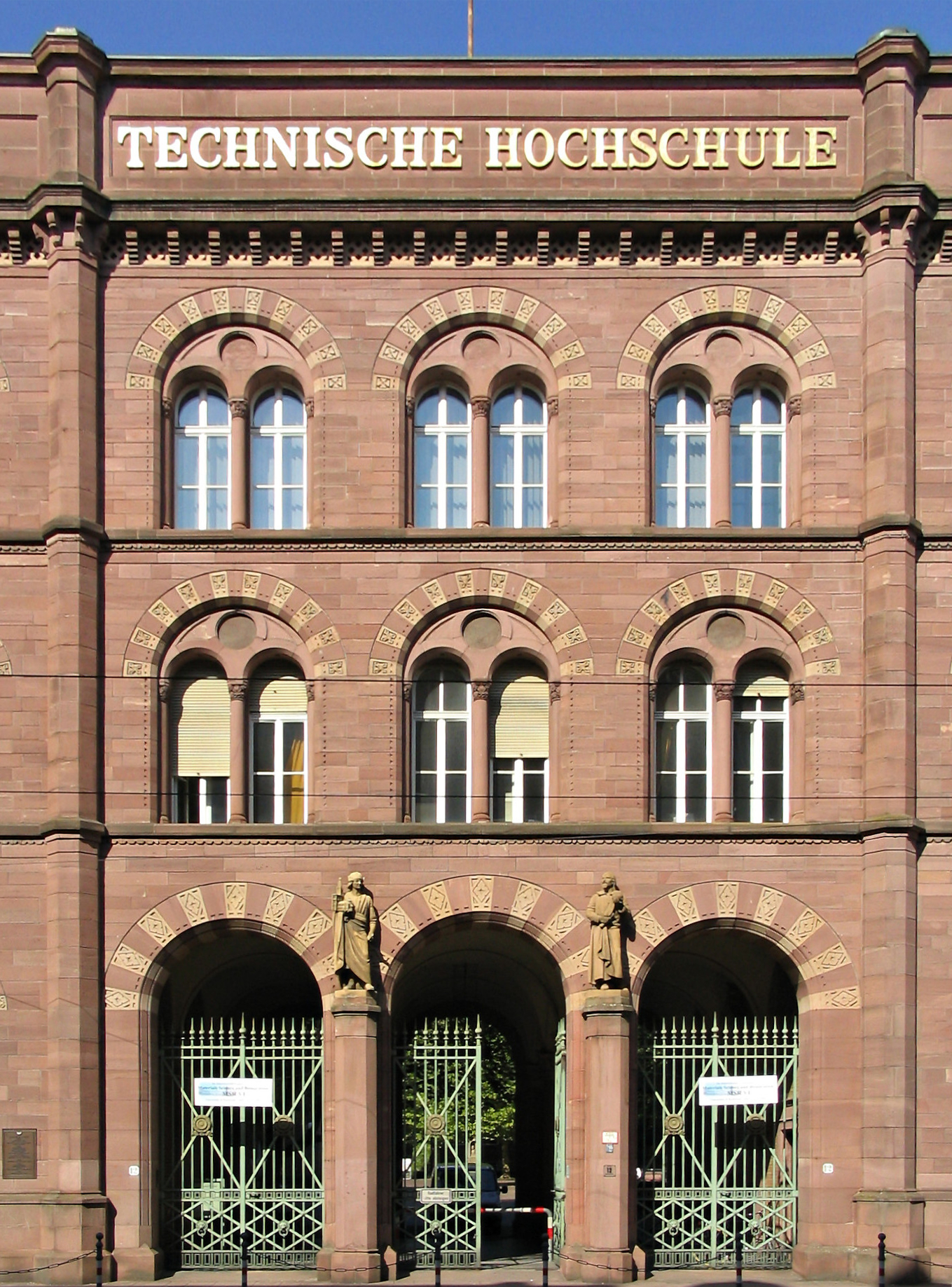
Karlsruher Institut für Technologie i Karlsruhe från 1833–1835 av Heinrich Hübsch
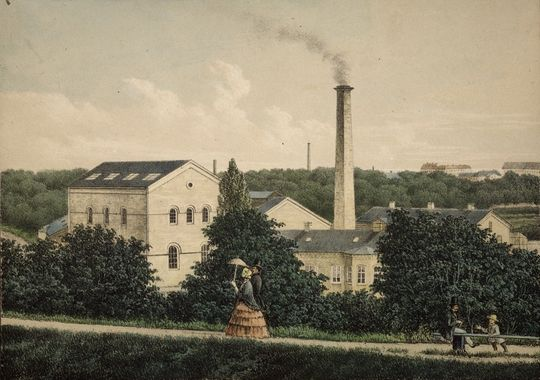
Köpenhamns vattenverk från 1859 av Niels Sigfred Nebelong
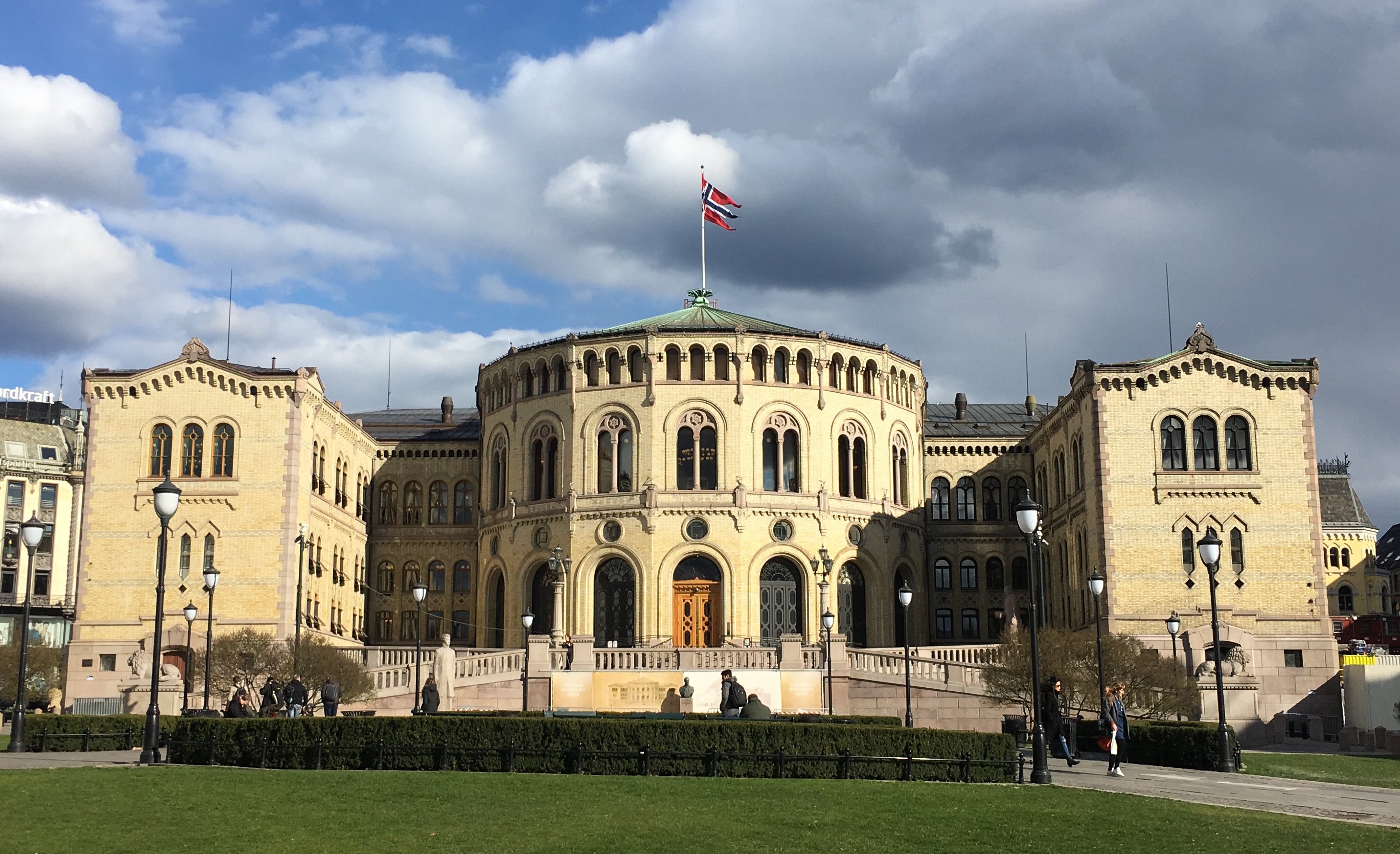
Stortingsbyggnaden i Oslo från 1866 av Emil Viktor Langlet
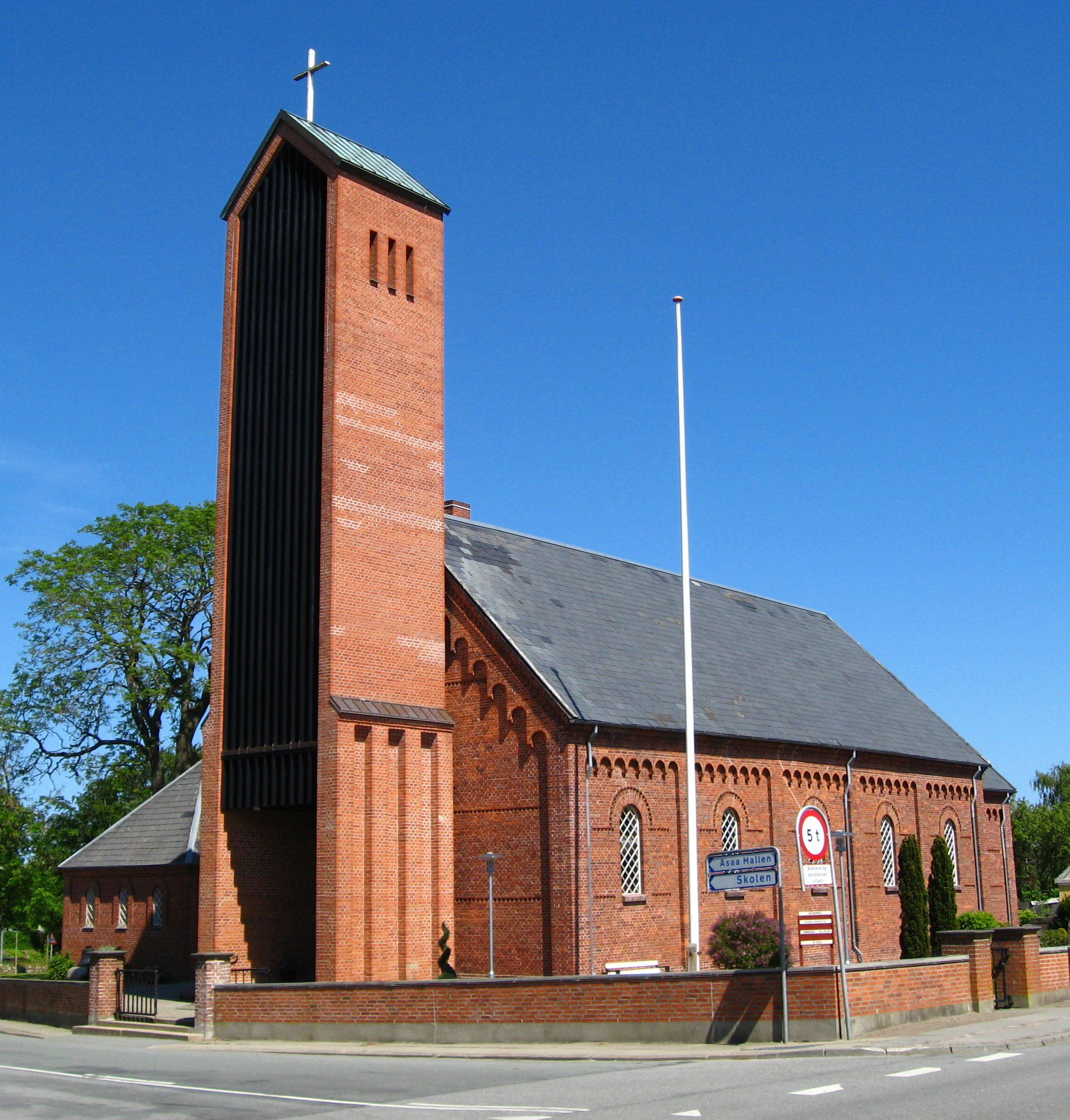
Asaa Kirke i Asaa i Brönderslev kommun från 1877 av Frits Uldall